# Peter Wyngarde
Peter Wyngarde (23 de agosto de 1927 – 15 de enero de 2018) fue un actor inglés, activo desde finales de los años 1940 hasta mediada la década de 1990. Fue conocido por su personaje de Jason King, al que encarnó en dos series televisivas: Department S (1969–70) y Jason King (1971–72). 

## Biografía
Su verdadero nombre era Cyril Louis Goldbert, y nació en Marsella, Francia, siendo sus padres un diplomático británico y una francesa.
En abril de 1943, durante la Segunda Guerra Mundial, fue internado en el campo de concentración Lunghua, donde empezó a actuar representando una versión de El extraño caso del doctor Jekyll y el señor Hyde. Tras su liberación en agosto de 1945, dejó Shanghai y viajó al Reino Unido, a donde llegó en el mes de diciembre con 18 años cumplidos , iniciando su carrera como actor profesional en 1946.
En el Reino Unido cambió su nombre por el de Peter Wyngarde, actuando ya con el mismo en el Pavilion Arts Centre de Buxton en 1946, participando al año siguiente en la obra de Noël Coward Present Laughter, representada en el Theatre Royal de Birmingham. Actuó también junto a Alec Guinness en Hamlet en Londres en 1951, y con Siobhán McKenna en Santa Juana en 1954. Su actividad teatral le llevó a actuar junto a Vivien Leigh en 1958, y a ser Cyrano de Bergerac en el Bristol Old Vic en 1959, momento cumbre de su carrera sobre los escenarios.
Tras debutar en el cine con un breve papel en Dick Barton Strikes Back (1949), Wyngarde continuó su carrera actuando en diferentes largometrajes, obras televisadas y series televisivas. Una de sus adaptaciones televisivas fue la de la novela de Julien Green South (1959), en la cual tuvo un destacado papel en una obra de tema homosexual. Fue también Long John Silver en una adaptación de The Adventures of Ben Gunn (1958), y Sir Roger Casement en un episodio de la serie de ITV Granada On Trial, producida por Peter Wildeblood. Otro de sus papeles titulares fue el de la serie Rupert of Hentzau, emitida en 1964.
Sus actuaciones cinematográficas no fueron abundantes, pero sí de calidad. Fue Pausanias de Oréstide junto a Richard Burton en Alejandro Magno (1956), y participó en The Siege of Sidney Street (1960), con Donald Sinden. En la película de Jack Clayton The Innocents (1961), tuvo una breve actuación sin hablar, acompañando a Deborah Kerr y Pamela Franklin. Su único papel protagonista llegó en la película Night of the Eagle (1962). Más adelante, Wyngarde fue el enmascarado Klytus en el film Flash Gordon (1980), y Sir Robert Knight en Tank Malling (1989), con Ray Winstone.  
A finales de los años 1960, Wyngarde fue artista invitado en varias series televisivas del momento, entre ellas Los vengadores, El Santo, The Baron, Los invencibles de Némesis, I Spy, The Prisoner, Doctor Who (episodio Planet of Fire, 1984), Hammer House of Mystery and Suspense (1984), Bulman (1985), The Lenny Henry Show (1994) y Sherlock Holmes (1994). Igualmente, Wyngarde fue actor invitado en el programa Lucy in London (1968), un especial protagonizado por Lucille Ball. Sin embargo, en el medio televisivo Wyngarde se hizo popular gracias a su papel protagonista en la serie de espionaje Department S (1969). Su personaje, Jason King, se habría basado en el escritor Ian Fleming. En la serie trabajaba con el actor Joel Fabiani. Finalizado el show, su personaje tuvo una serie derivada, Jason King (1971), la cual constó de una única temporada de 26 episodios.
En 1974, Wyngarde fue el Rey de Siam en la obra teatral El rey y yo, en la cual en un inicio Sally Ann Howes era Anna, y que tuvo un total de 260 representaciones en el Adelphi Theatre de Londres.
A finales de la década de 1970 fue actor teatral en Sudáfrica y Austria. Actuó en escena en la pieza Underground, con Raymond Burr y Marc Sinden, en el Royal Alexandra Theatre de Toronto y en el Prince of Wales Theatre de Londres en 1983.
En 1995, tras abandonar los ensayos de una producción teatral de The Cabinet of Dr Caligari a causa de una infección de garganta, Wyngarde casi dejó la interpretación, salvo escasos trabajos como actor de voz. Sin embargo, siguió apareciendo en público formando parte de diferentes convenciones y eventos relacionados con su trabajo en las pantallas.
En 1970, Wyngarde grabó un álbum lanzado por RCA Victor titulado Peter Wyngarde, y que tenía el sencillo "La Ronde De L'Amour"/"The Way I Cry Over You". El disco era una colección de temas hablados con arreglos musicales producidos por Vic Coppersmith-Heaven y Hubert Thomas Valverde. El álbum se reeditó en 1998 en formato CD por RPM Records con el título When Sex Leers Its Inquisitive Head.
Peter Wyngarde se casó con la actriz Dorinda Stevens el 6 de marzo de 1951, a los 23 años de edad, viviendo ambos en Kensington. Ella se casó posteriormente con el cámara canadiense William Michael Boultbee (1933–2005) en Nairobi en 1957. 
El actor falleció en Chelsea en el año 2018.

## Filmografía (selección)

### Cine
- 1956 : Alejandro Magno, de Robert Rossen
- 1960 : The Siege of Sidney Street, de Robert S. Baker y Monty Berman
- 1961 : The Innocents, de Jack Clayton
- 1962 : Night of the Eagle, de Sidney Hayers
- 1979 : Himmel, Scheich und Wolkenbruch, de Dieter Böttger
- 1980 : Flash Gordon, de Mike Hodges
- 1989 : Tank Malling, de James Marcus

### Televisión (selección)
- 1956 : The Gambler, telefilm de Tony Richardson
- 1965 : The Wonderful World of Disney, episodio The Further Adventures of Gallegher : A Case of Murder
- 1966 : The Baron, episodio The Legions of Ammak, de John Llewellyn Moxey
- 1966 : Lucy in London, telefilm de Steve Binder
- 1966-1967 : Los vengadores, episodios A Touch of Brimstone (de James Hill) y Epic (de James Hill)
- 1966-1968 : El Santo (serie TV), episodios The Man who liked Lions y The Gadic Collection, de Freddie Francis
- 1967 : The Prisoner (serie TV), episodio Checkmate, de Don Chaffey
- 1967 : I Spy (serie TV), episodio Let's kill Karlovassi, de Christian Nyby
- 1968 : Los invencibles de Némesis (serie TV), episodio The Invisible Man
- 1969-1970 : Department S (serie TV), 26 episodios
- 1971-1972 : Jason King (serie TV), 26 episodios
- 1984 : Doctor Who (serie TV), episodio Planet of Fire
- 1984 : Sherlock Holmes (serie TV), episodio The Three Gables

## Teatro (selección)
- 1949 : Otelo, de William Shakespeare, con Leo McKern
- 1949 : El mercader de Venecia, de William Shakespeare
- 1951 : Hamlet, de William Shakespeare, con Michael Gough, Alec Guinness, Robert Shaw y Alan Webb
- 1954 : Santa Juana, de George Bernard Shaw, con Siobhán McKenna
- 1958 : Pour Lucrèce, de Jean Giraudoux, adaptación de Christopher Fry, escenografía de Jean-Louis Barrault, con Claire Bloom y Vivien Leigh
- 1959 : La fierecilla domada, de William Shakespeare
- 1959 : Cyrano de Bergerac, de Edmond Rostand, con Patrick Stewart
- 1960 : Pour Lucrèce, de Jean Giraudoux, con Vivien Leigh, John Merivale, Donald Moffat y Mary Ure (circuito de Broadway)
- 1964 : El sueño de una noche de verano, de William Shakespeare
- 1973 : Mother Adam, de Charles Dyer
- 1973-1974 : El rey y yo, de Richard Rodgers y Oscar Hammerstein II
- 1975-1976 : Anastasia, de Marcelle Maurette